# Mercedes-Benz Actros
Mercedes-Benz Actros MP1 zadebiutował na targach Internationale Automobil-Ausstellung (IAA) 1996 w Hanowerze. Zastąpił produkowaną od 1989 roku serię SK i otworzył zupełnie nowy rozdział w historii marki.

## Pierwsza generacja

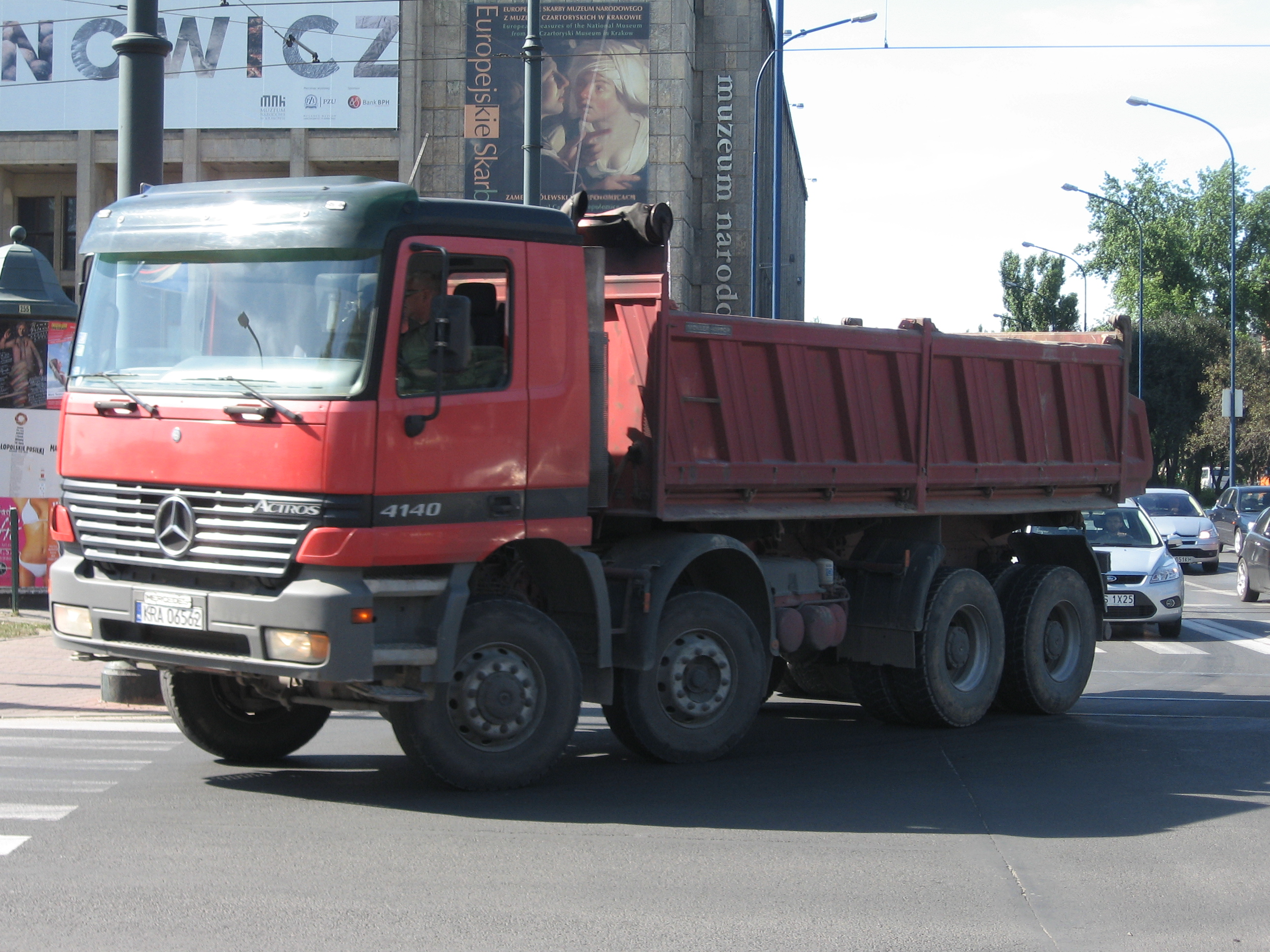
Actros MP1 wywrotka 8x4

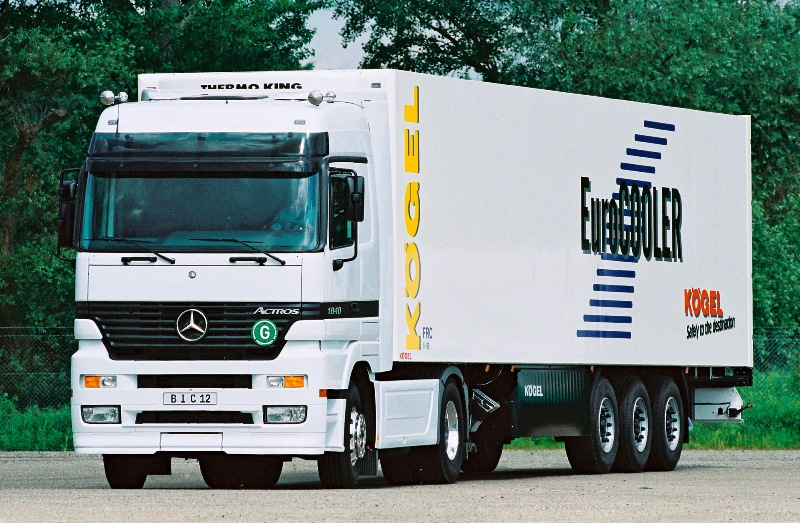
Actros MP1 4x2

Mercedes Benz-Actros MP1 wprowadzony na rynek w 1996 roku, to pierwsza generacja ciężarówki Actros, która przyniosła szereg innowacji technologicznych. Charakteryzowała się m.in. elektronicznie sterowanym układem hamulcowym, technologią CAN dla podwozia i układu napędowego oraz redukcją oporu powietrza o 17% dzięki współpracy z inżynierami aerodynamiki.  
MP1 to pierwsza generacja ciężarówek Actros, która została wprowadzona na rynek w 1996 roku jako nowoczesny pojazd do transportu dalekobieżnego.
Model ten wyróżniał się mocnymi i ekonomicznymi silnikami diesla o mocy od 320 do ponad 500 koni mechanicznych. Kabina Actrosa MP1 była przestronna i zaprojektowana z myślą o komforcie kierowcy, co było znaczącym usprawnieniem w porównaniu z wcześniejszymi modelami ciężarówek. W modelu zastosowano nowoczesne systemy elektroniczne, takie jak ABS oraz kontrolę trakcji, które zwiększały bezpieczeństwo i stabilność jazdy. Actros MP1 był przełomowy pod względem technologii i wygody, co uczyniło go jednym z najbardziej innowacyjnych ciężarówek swojej epoki.
Produkcja tego modelu trwała do około 2003 roku, kiedy to został zastąpiony przez nowszą generację Actros MP2, która wprowadziła dalsze ulepszenia i innowacje. Actros MP1 zdobył popularność głównie w Europie, ale był również eksportowany na inne rynki, co przyczyniło się do jego globalnego sukcesu.

### Wyposażenie

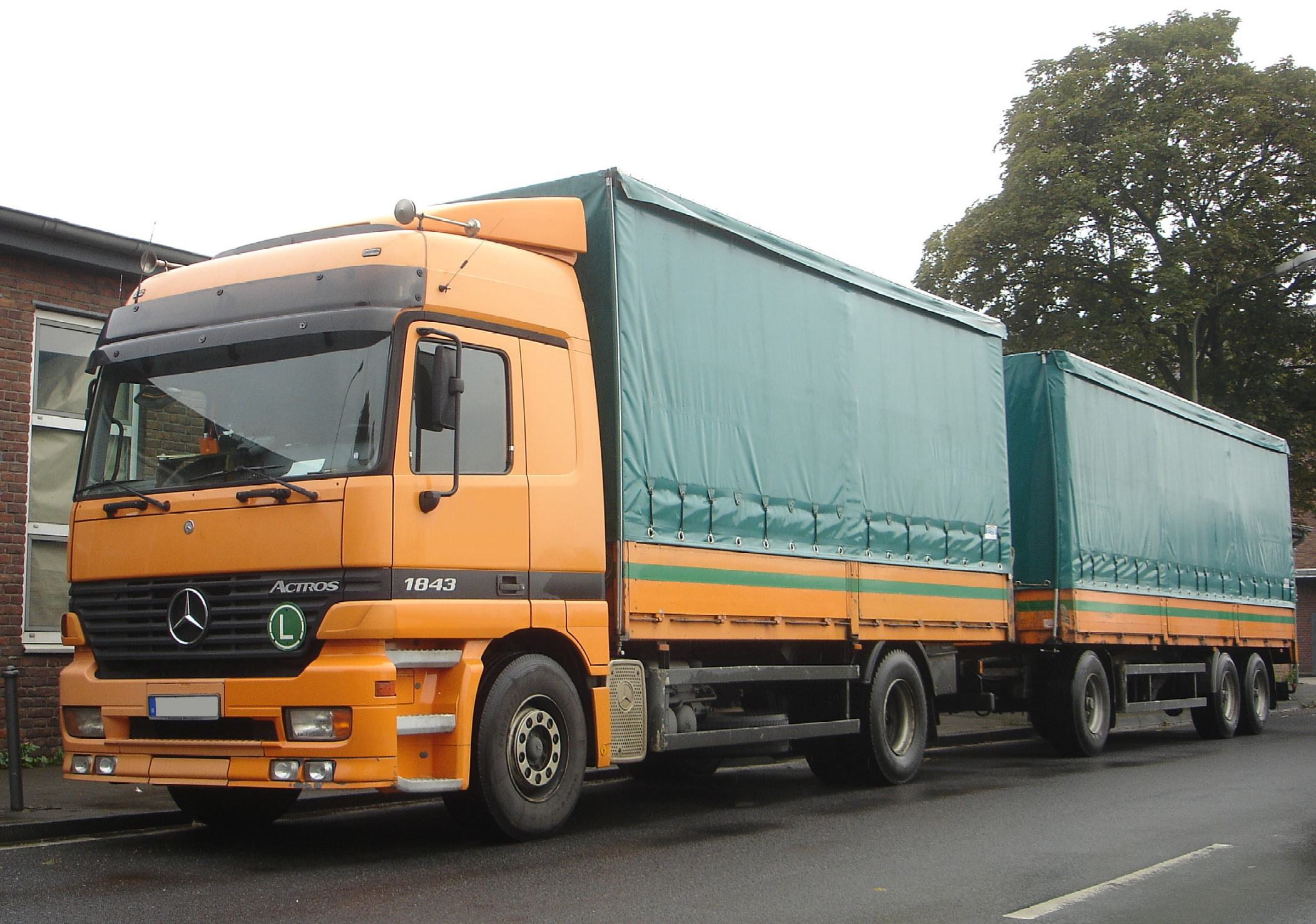
Mercedes-Benz Actros jako ciężarówka z przyczepą

- Basic
- Standard
- Comfort
- Highline
- Actros Super
- MegaSpace Super
- Super Prestige

### Bezpieczeństwo

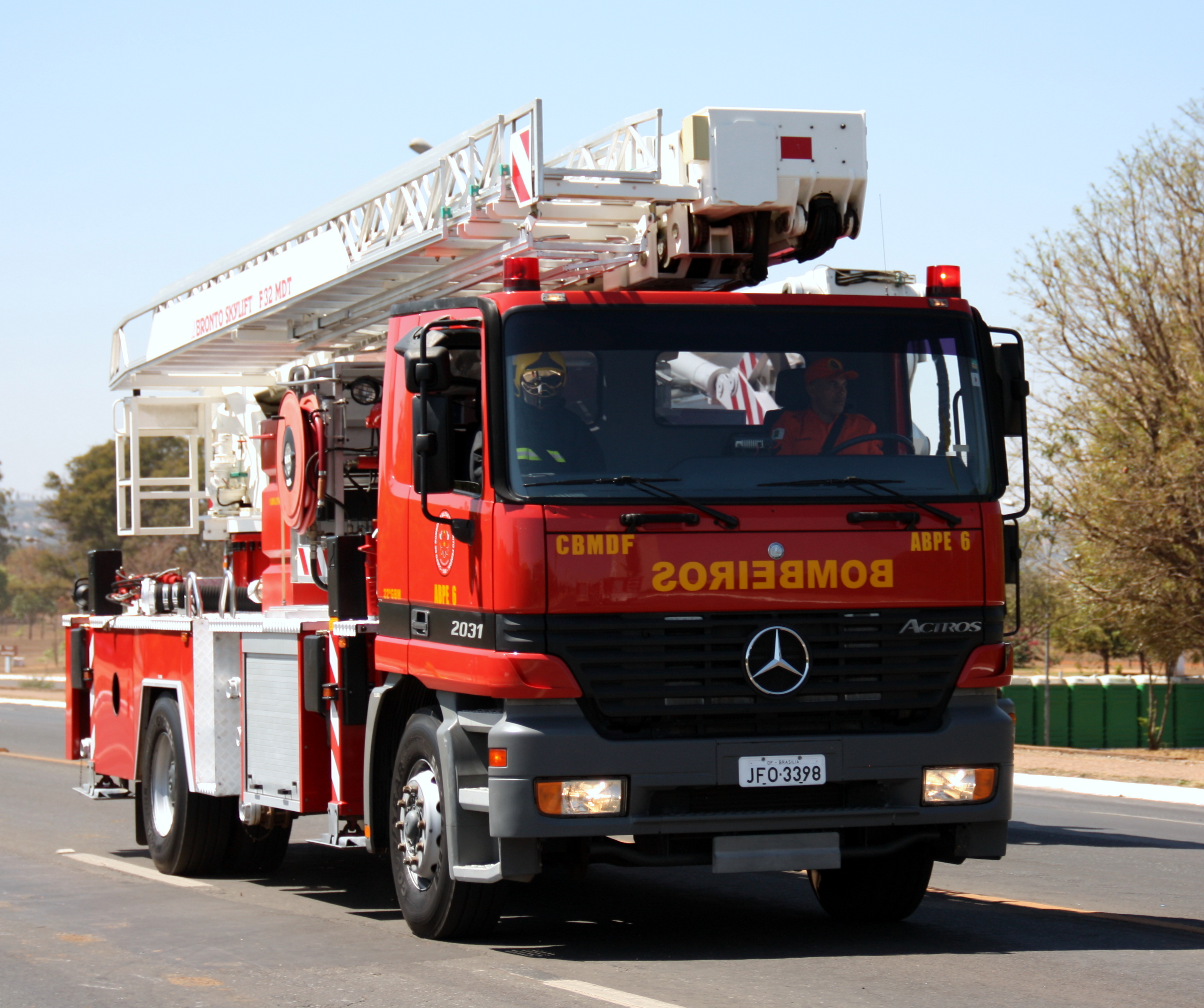
Actros w wersji dla brazylijskiej straży pożarnej

Mercedes-Benz Actros MP1 był jednym z pionierów w dziedzinie bezpieczeństwa w ciężkich pojazdach ciężarowych w latach 90. Zastosowano w nim kilka ważnych systemów, które zwiększały bezpieczeństwo kierowcy i innych uczestników ruchu: ABS (Anti-lock Braking System), ASR (Anti-Slip Regulation) - kontrola trakcji, Elektroniczny system sterowania silnikiem i skrzynią biegów (Telligent), Ergonomiczna kabina, Solidna konstrukcja kabiny, to wszystko poprawiało w dużym stopniu bezpieczeństwo w Actrsie MP1 w przeciwieństwie do poprzednika.

## Druga Generacja

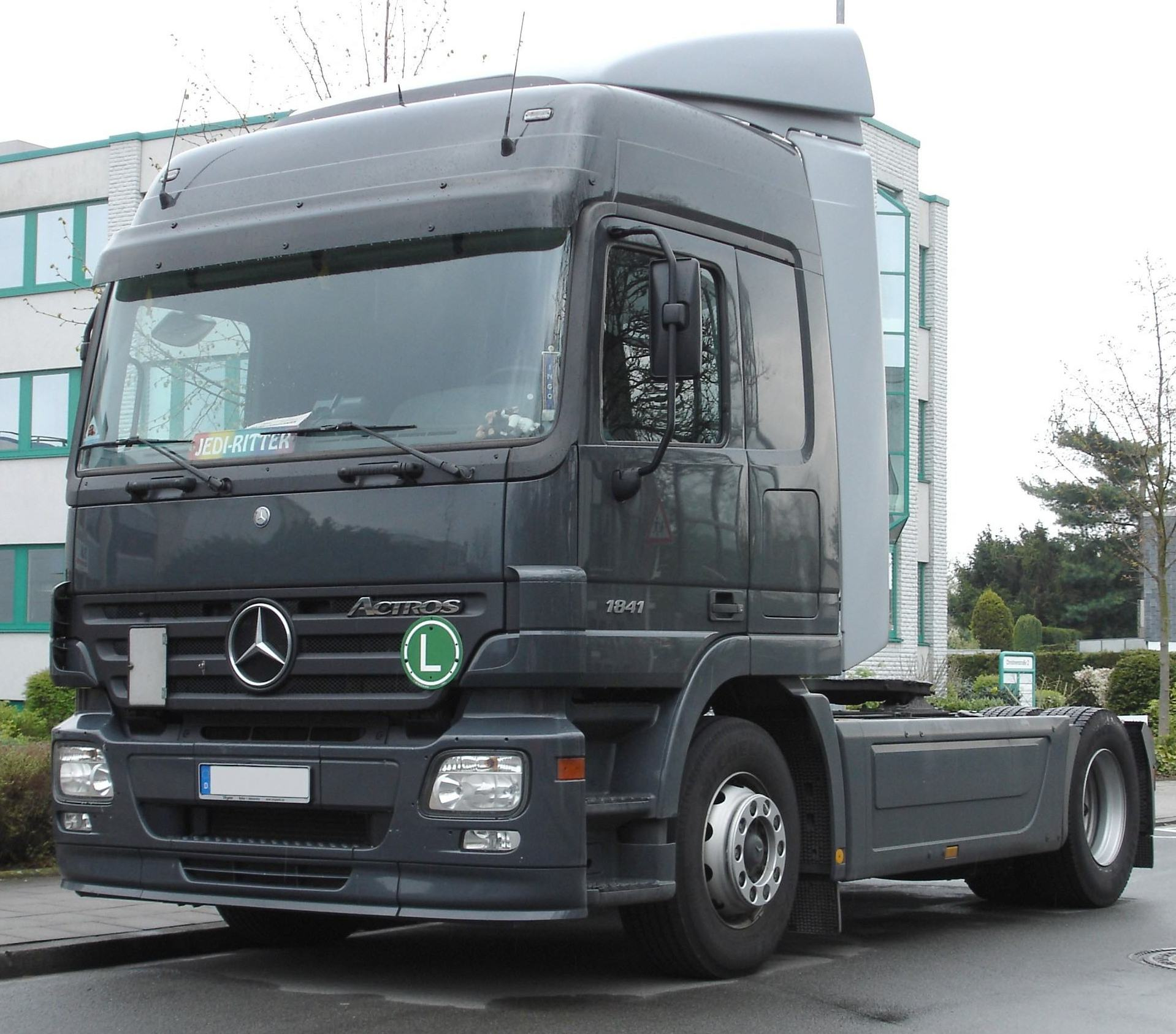
Actros MP2 4x2

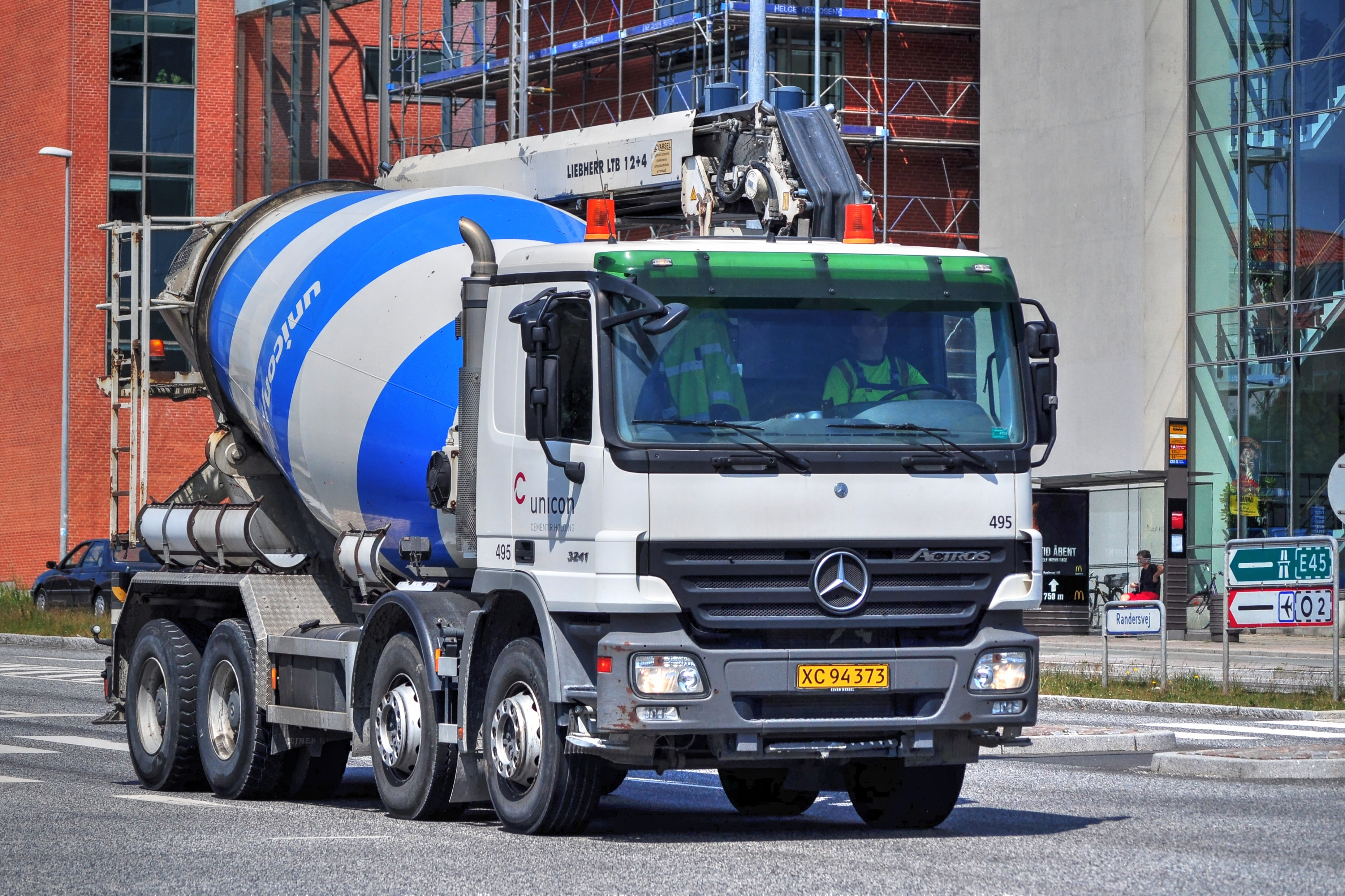
Actros MP2 betoniarka 8x4

Mercedes Benz-Actros MP2 produkowany w latach 2003-2007, to druga generacja popularnego Actrosa, następca MP1. Charakteryzował się innowacjami w dziedzinie bezpieczeństwa, zmienionym wnętrzem zaprojektowanym we współpracy z kierowcami oraz poprawą ekonomiczności i niezawodności. MP2 otrzymał nawet tytuł "Ciężarówki Roku 2004".  
Actros MP2 był owocem analizy potrzeb kierowców i dążenia do poprawy ergonomii i komfortu pracy. Mercedes-Benz poddał model gruntownym testom i konsultacjom z kierowcami, co zaowocowało m.in. przeprojektowaniem wnętrza kabiny.  
Actros MP2, wprowadzony po modelu MP1, przyniósł kilka istotnych nowości. Zmiany objęły m.in. aerodynamikę kabiny, systemy wspomagające kierowcę (jak Predictive Powertrain Control - PPC), oraz silniki i skrzynie biegów. MP2 oferował także ulepszone wnętrze i nowocześniejszy wygląd w porównaniu do poprzednika.   

### Wyposażenie
- Basic
- Comfort
- Top
- Exclusive
- MegaSpace Black Edition
- Safety Package
- Safety Truck (demo)

### Bezpieczeństwo
Nowo wprowadzonymi elementami do Actrosa MP2 są: tempomat automatycznie utrzymujący odległość, pierwsza generacja automatycznego hamulca awaryjnego Active Brake Assist , system ostrzegający przed nieplanowanym opuszczeniem pasa ruchu, pierwsza generacja zautomatyzowanej skrzyni PowerShift.Także wprowadzono nowoczesne systemy bezpieczeństwa, takie jak elektronicznie sterowany układ hamulcowy Telligent Brake System, układ stabilizacji toru jazdy (ESP).
systemu ABA (Active Brake Assist) została zaprezentowana w 2006 roku, jako opcjonalne wyposażenie Mercedesa Actrosa MP2. Było to wówczas pierwsze tego typu rozwiązanie na rynku, uruchamiające hamowanie awaryjne po wykryciu przeszkody przez radar umieszczony w przedniej części ciężarówki. Swoją drogą, była to też opcja o raczej małej popularności, jako że pierwsze ABA dało się dostać tylko w pakiecie z aktywnym tempomatem.

## Trzecia Generacja

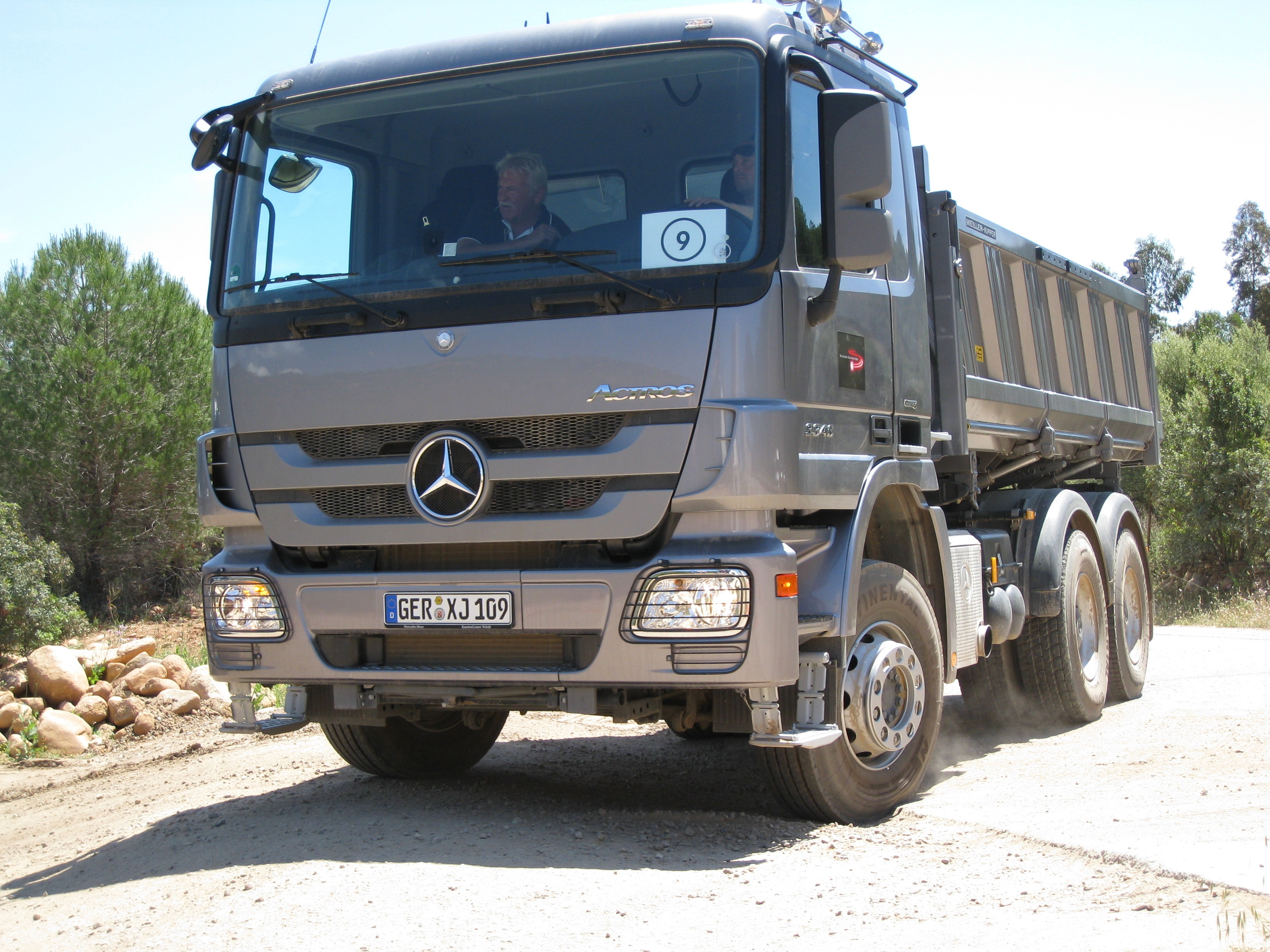
Actros MP3 wywrotka 6x2

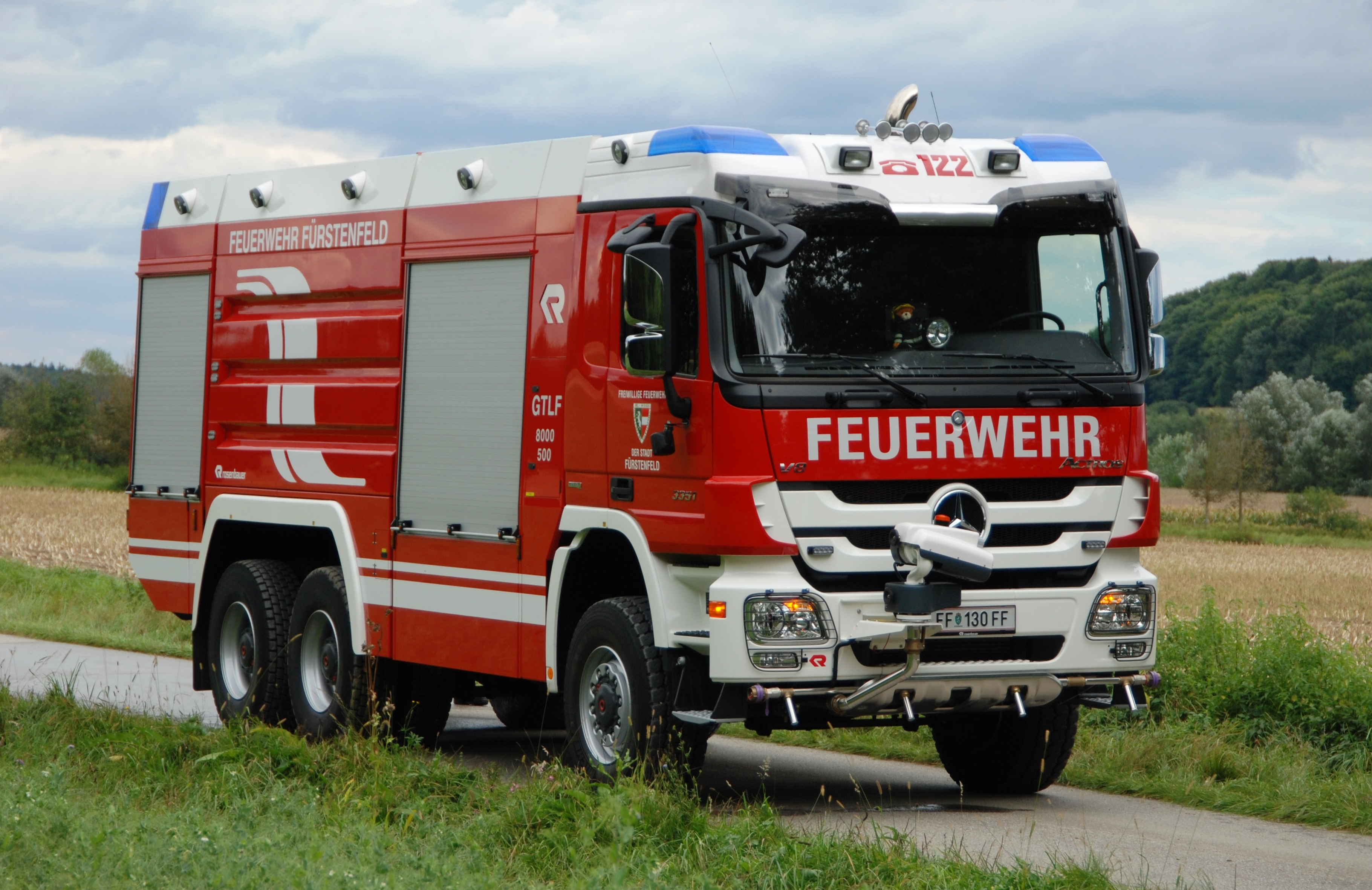
Actros MP3 straż 6x2

Mercedes Benz-Actros MP3 Mercedes-Benz Actros MP3 to trzecia generacja ciężarówki Actros, produkowana od 2008 roku. Została zaprezentowana na targach IAA w Hanowerze i wyróżniała się nowocześniejszym wyglądem kabiny oraz lepszą aerodynamiką. Actros MP3 oferował bardziej oszczędne silniki Euro 5, które były zgodne z europejskimi normami emisji spalin. Wprowadzono także ulepszone systemy bezpieczeństwa, takie jak Active Brake Assist. Model MP3 był popularny w transporcie długodystansowym i zyskał uznanie za komfort jazdy oraz niezawodność. 
Mercedes-Benz Actros MP3 wprowadził szereg istotnych ulepszeń w stosunku do poprzedniego modelu. Jedną z głównych nowości była poprawiona aerodynamika, dzięki której zmniejszono opór powietrza i zużycie paliwa. Wprowadzono silniki spełniające normy emisji spalin Euro 5, co uczyniło pojazd bardziej przyjaznym dla środowiska. Zastosowano nowoczesny system Active Brake Assist, który automatycznie hamował w sytuacjach awaryjnych, znacznie zwiększając bezpieczeństwo. Kabina kierowcy została przeprojektowana z naciskiem na komfort i ergonomię, oferując lepsze wyciszenie i wygodniejsze miejsce pracy. Udoskonalono także automatyczną skrzynię biegów Powershift, która zapewniała płynniejszą i bardziej ekonomiczną jazdę. Dodatkowo w modelu MP3 zastosowano zaawansowane systemy elektroniczne do zarządzania pojazdem i flotą. 

### Wyposażenie
- ClassicSpace
- Comfort
- Megaspace
- StyleLine
- Black Edition
- FleetBoard

### Bezpieczeństwo
W modelu Mercedes-Benz Actros MP3 wprowadzono szereg usprawnień w zakresie bezpieczeństwa, w tym system Active Brake Assist, który automatycznie hamował w razie wykrycia ryzyka kolizji, a także udoskonalony system ESP oraz czujniki światła i deszczu, których nie oferował wcześniejszy model MP2.

## Czwarta Generacja

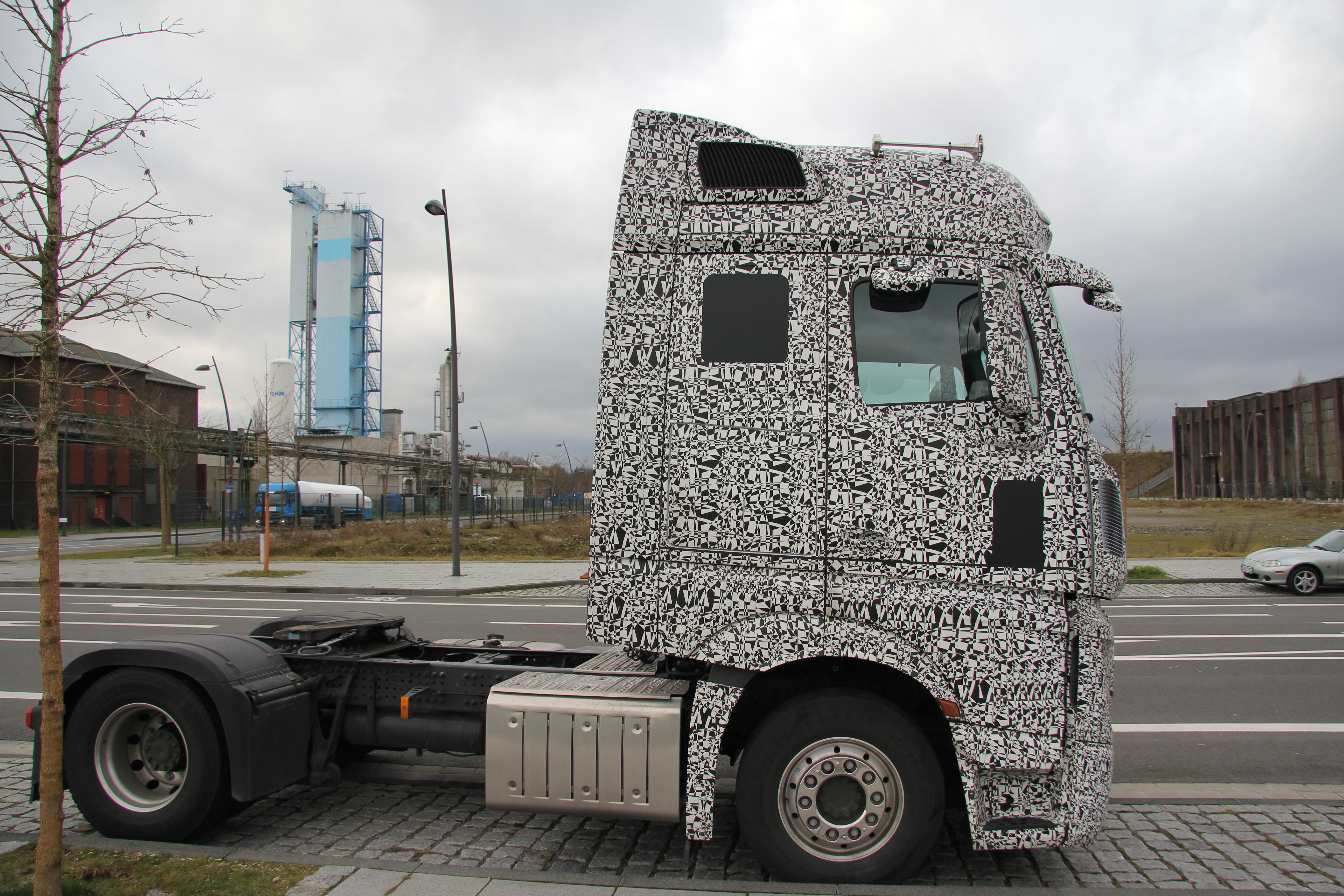
Actros MP4 (demo) 4x2

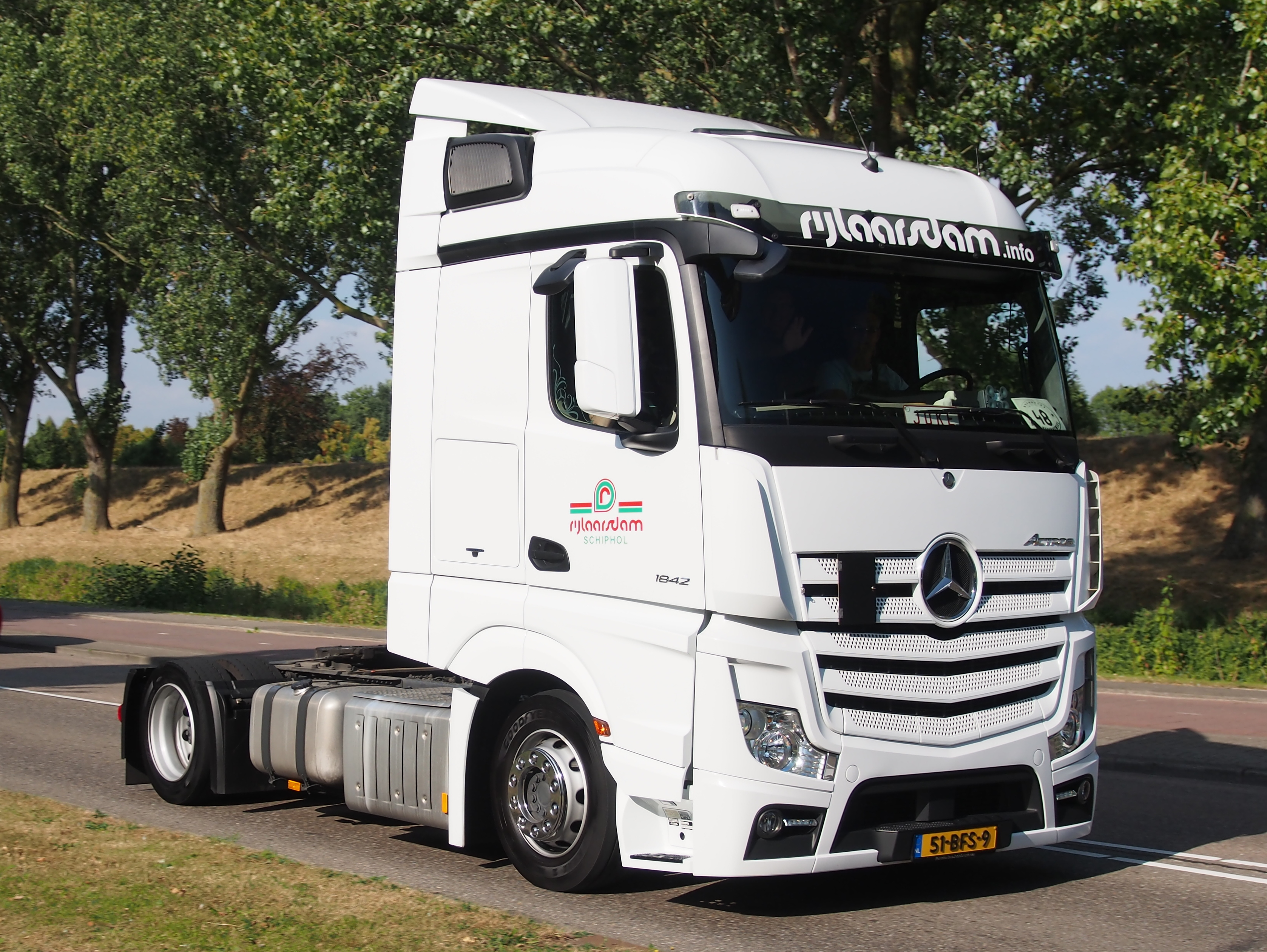
Actros MP4 lowdeck/mega 4x2

Mercedes-Benz Actros MP4 zadebiutował 30 września 2011 roku. Mercedes-Benz Actros MP4 w porównaniu do poprzednika, MP3, przyniósł szereg zmian, w tym poprawę aerodynamiki, modernizację kabiny, nowe silniki i innowacyjne technologie, jak Predictive Powertrain Control (PPC). MP4 charakteryzuje się bardziej opływową linią nadwozia, co przekłada się na mniejsze zużycie paliwa. Wnętrze kabiny zostało przeprojektowane, oferując kierowcy większy komfort i ergonomię. Dodatkowo, MP4 wprowadził nowe silniki OM471 i OM473, a także system PPC, który automatycznie dostosowuje strategię zmiany biegów do topografii terenu, co dodatkowo obniża zużycie paliwa. 

### Wyposażenie
- Base
- Comfort
- Efficiency
- Premium

### Bezpieczeństwo
W modelu MP4 wprowadzono kilka nowych systemów bezpieczeństwa. Najważniejsze z nich to: Aktywny Asystent Hamowania 3 (ABA 3), który pomaga zapobiegać kolizjom, oraz Asystent Utrzymania Pasa Ruchu, ostrzegający o niezamierzonej zmianie pasa ruchu. Dodatkowo, tempomat adaptacyjny (ART) i asystent martwego pola (BSIS) zwiększają bezpieczeństwo jazdy.

## Piąta Generacja

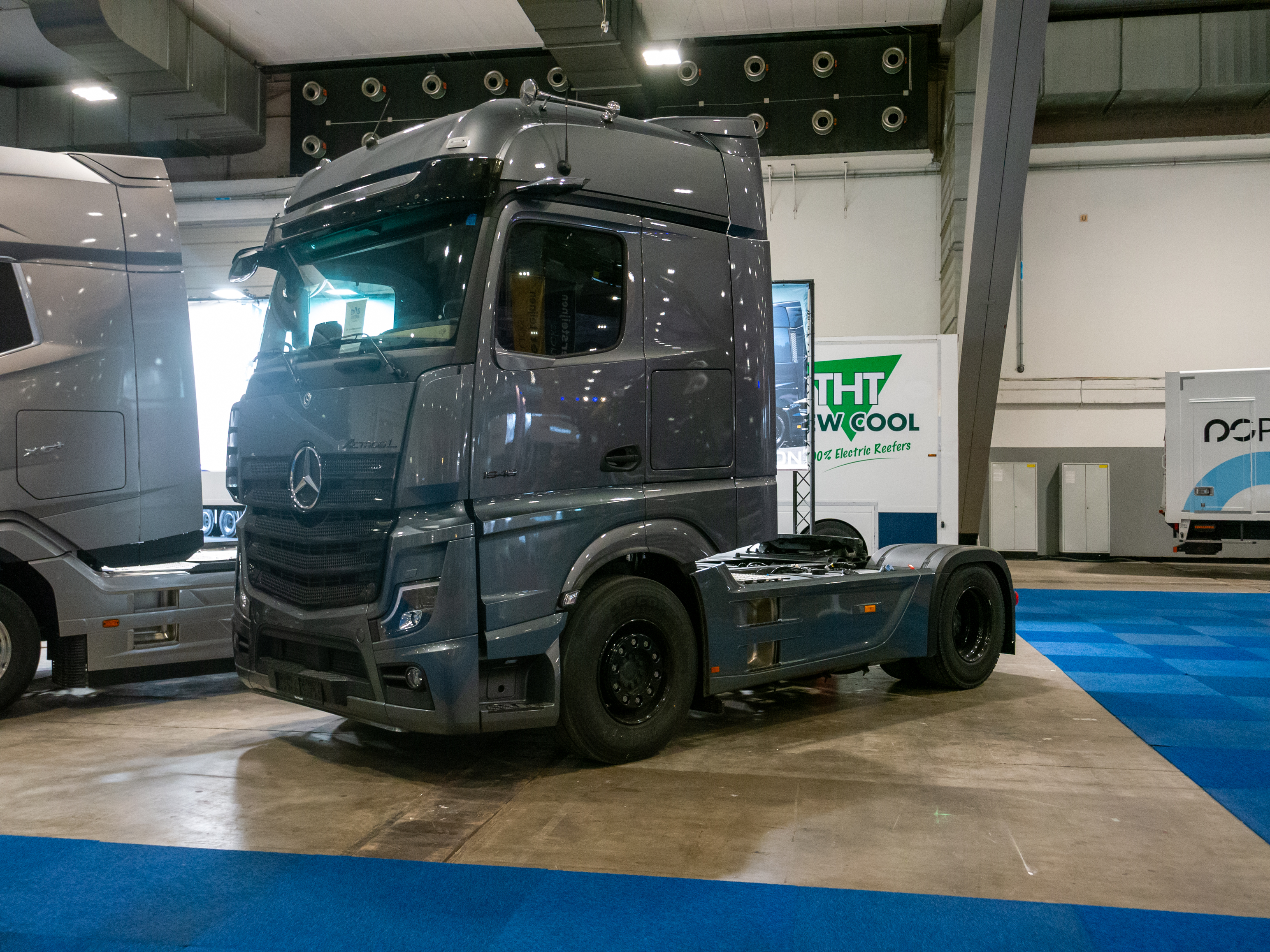
Actros MP5 Edition 1 4x2

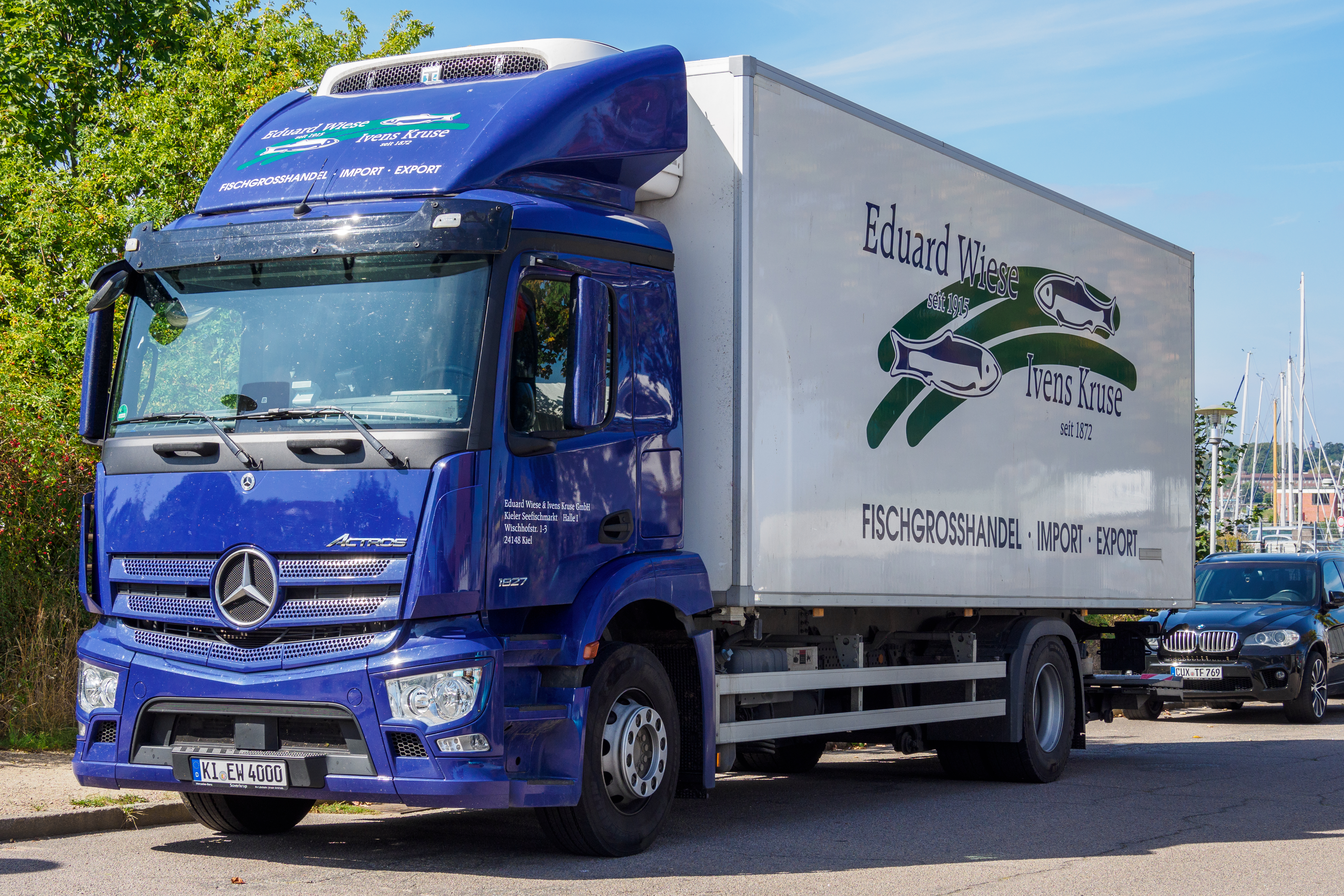
Actros MP5 tandem 4x2

Mercedes-Benz Actros MP5 różni się od poprzedniej generacji MP4 przede wszystkim nowoczesnym designem i lepszą aerodynamiką, co przekłada się na niższe zużycie paliwa. Ponadto, MP5 wyposażony jest w bardziej zaawansowane i ekologiczne silniki spełniające najnowsze normy emisji spalin. W zakresie bezpieczeństwa, nowa generacja oferuje udoskonalone systemy wspomagające kierowcę, takie jak zmodernizowany MirrorCam, adaptacyjny tempomat oraz systemy automatycznego hamowania awaryjnego. Komfort jazdy zwiększa zmodernizowana kabina z ulepszonym systemem multimedialnym i lepszą izolacją akustyczną. Dodatkowo, MP5 wprowadza rozszerzone możliwości łączności i telematyki, umożliwiające efektywniejsze zarządzanie flotą.
Mercedes-Benz Actros MP5, po raz pierwszy, wykorzystuje kamery zamiast lusterek zewnętrznych, co jest jedną z jego kluczowych innowacji. System ten, znany jako MirrorCam, oferuje szereg korzyści, takich jak poprawa widoczności, aerodynamiki i bezpieczeństwa.

### Wyposażenie
- Actros F
- Actros
- Actros L
- Edition 1/2/3

### Bezpieczeństwo
Actros L jest wyrazem zdecydowanego dążenia Mercedes-Benz Trucks do tego, aby poprzez wykorzystanie aktywnych systemów bezpieczeństwa przyczyniać się do maksymalnie bezwypadkowego ruchu drogowego, a tym samym przybliżać realizację wizji bezwypadkowej jazdy. Świadczą o tym liczne funkcje bezpieczeństwa, a wśród nich asystent pasa ruchu, system automatycznego utrzymywania odległości i system MirrorCam, zastępujący zewnętrzne lusterka główne i szerokokątne.
W wyposażeniu opcjonalnym dla Actrosa L dostępny jest np. opracowany przez Mercedes-Benz asystent martwego pola S1X, który w porównaniu z dotychczasowym systemem S1R zyskał dodatkową funkcję, mogącą uratować życie. Ten nowy tzw. Active Sideguard Assist już nie tylko ostrzega kierowcę przed znajdującymi się i poruszającymi po stronie pasażera rowerzystami lub pieszymi, ale także (do prędkości skrętu 20 km/h) uruchamia zautomatyzowane hamowanie aż do zatrzymania pojazdu, o ile kierowca sam nie zareaguje w odpowiednim czasie. Active Sideguard Assist rozpoznaje konieczność hamowania i w idealnym przypadku zapobiega ewentualnej kolizji.
Kolejną opcją wyposażenia dla Actrosa L jest system Active Drive Assist drugiej generacji (ADA 2). W określonych warunkach system ten aktywnie wspiera kierowcę we wzdłużnym i poprzecznym prowadzeniu ciężarówki – potrafi w sposób zautomatyzowany utrzymywać odstęp, przyspieszać oraz skręcać, o ile spełnione są niezbędne warunki systemowe, np. wystarczający promień zakrętu czy wyraźnie widoczne poziome oznaczenia pasa ruchu. Ponadto jedna z funkcji ADA 2, Emergency Stop Assist, potrafi zainicjować zatrzymanie awaryjne, jeżeli pomimo wizualnych i dźwiękowych ostrzeżeń kierowca zaprzestał ingerowania w proces prowadzenia pojazdu. Po zatrzymaniu pojazdu system automatycznie uruchamia nowy elektroniczny hamulec postojowy, a ponadto odryglowuje drzwi, aby w razie zaistnienia zdarzenia medycznego umożliwić ratownikom medycznym, lub innym osobom udzielającym pomocy, szybkie dotarcie do kierowcy.

## Szósta Generacja

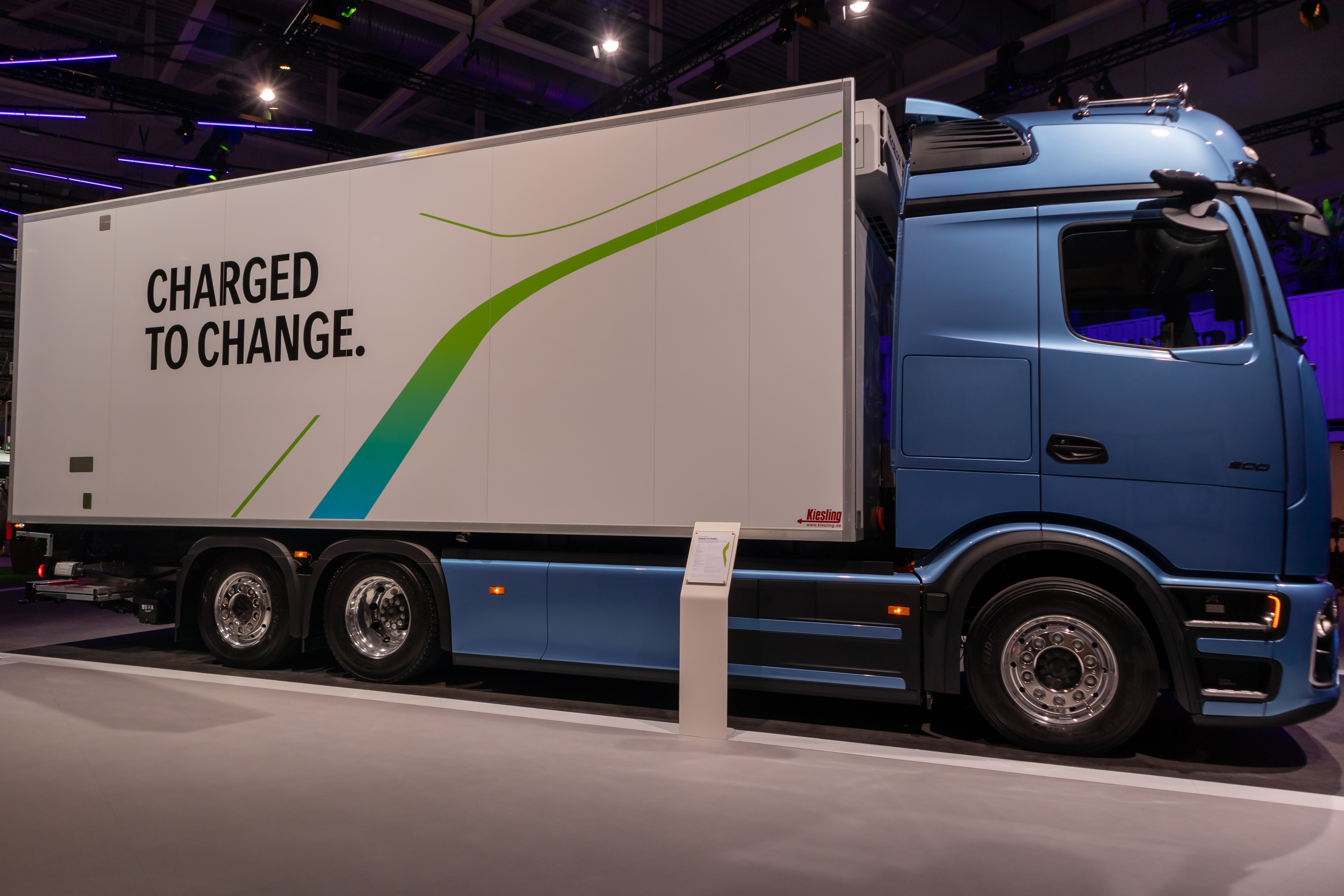
eActros 600 tandem 6x2

Mercedes-Benz Actros MP6, czyli szósta generacja Actrosa, to najnowszy model tej serii ciężarówek, który oferuje szereg innowacyjnych rozwiązań. Główne cechy to m.in. nowy silnik, zoptymalizowany układ napędowy, zaawansowane systemy bezpieczeństwa i komfortu, a także cyfrowy kokpit oraz usprawnienia w zakresie aerodynamiki. 